# 클래런스 윌리엄스 3세
클래런스 윌리엄스 3세(영어: Clarence Williams III, 1939년 8월 21일 ~ 2021년 6월 4일)는 미국의 텔레비전 배우, 영화배우, 연극 배우, 무대 연출가이다. 뉴욕주 뉴욕에서 태어났다.

## 출연 작품

### 영화
- 《데이 인 더 라이프》 (2009년)
- 《웨이 오브 워》 (2009년)
- 《더 블루 아워》 (2007년)
- 《콘스텔레이션》 (2005년)
- 《더 익스트림 팀》 (2003년)
- 《해피 히어 앤 나우》 (2002년) - 빌 역
- 《블루 힐 에버뉴》 (2001년) - 베니 역
- 《마인드스톰》 (2001년)
- 《임포스터》 (2001년)
- 《레인디어 게임》 (2000년) - 머린 역
- 《저징 에이미》 (1999년)
- 《에디 머피의 라이프》 (1999년) - 윈스턴 행콕 역
- 《장군의 딸》 (1999년) - 조지 포러 역
- 《스타스트럭》 (1998년)
- 《투 트러블》 (1998년)
- 《피아니스트의 전설》 (1998년) - 젤리 롤 모턴 역
- 《러브 버그(영어판)》 (1997년)
- 《조지 웰러스》 (1997년)
- 《스프렁》 (1997년)
- 《브레이브》 (1997년)
- 《후드럼》 (1997년)
- 《캘리포니아 여자》 (1996년)
- 《다크 포스》 (1996년)
- 《테일 프롬 더 후드》 (1995년)
- 《불사조》 (1995년) - 베니 역
- 《아티카》 (1994년)
- 《슈거 힐》 (1993년)
- 《단판 승부》 (1993년)
- 《딥 커버》 (1992년)
- 《마이 히어로스 해브 올에이스 빈 카우보이스》 (1991년)
- 《기동타격대 2》 (1990년)
- 《코델》 (1990년)
- 《내스티 보이스 2 - 죽음의 위기》 (1990년)
- 《아임 고너 깃 유 서카》 (1988년)
- 《라스트 이노센트 맨》 (1987년)
- 《[터프가이는 춤을 못 춰]]》 (1987년)
- 《특명52》 (1986년)
- 《퍼플 레인》 (1984년)
- 《후커와 로마노》 (1982년)
- 《더 쿨 월드》 (1963년)
- 《폭찹 고지전투》 (1959년)